# Програмски језик C (књига)
Програмски језик C (понекад се назива и К & Р, по иницијалима својих аутора) је добро позната књига компјутерског програмирања коју су написали Брајан Керниган и Денис Ричи, а други од њих је оригинално дизајнирао и имплементирао језик, као и био ко-дизајнер Јуникс оперативног система и са којим је развој језика уско повезан. Књига је централни део развоја и популаризације програмског језика C и још увек је широко читана и данас се користи. Пошто је књига ко-ауторска од стране дизајнера оригиналног језика и зато што је прво издање књиге служило дуги низ година као де факто стандард за језик, књига је сматрана од стране многих за ауторитативну референцу С.

## Историја
Прво издање књиге, објављено 1978. године, било је прво широко доступно издање програмског језика C. C је створио Денис Ричи. Брајан Керниган је написао прво упутство за С. Аутори су се окупили како би написали књигу у вези са раним развојем језика AT&T Bell Labs. Верзија С описана у овој књизи се понекад назива К & Р С (по ауторима књиге), често треба разликовати ову рану верзију од новије верзију С стандардизованог као ANSI C.
Године 1988, друго издање књиге је објављено, ажурирано да покрије промене у С програмском језику као резултат нових ANSI C стандарда, посебно са укључивањем референтног материјала на стандардним библиотекама. Друго издање (и од 2014. године, најновије издање) књиге је касније преведено на више од 20 језика. 2012. eBook верзија другог издања је објављен у ePub, Mobi, и PDF формату.
ANSI C, стандардизован прво 1988. године, од тада је прошао кроз неколико ревизија, од којих је најновија ISO/IEC 9899:2011 (такође познат као "С11"), усвојен као ANSI стандард у октобру 2011. Међутим, нема новог издања С програмског језика још увек које би покривало новије стандарде.

## Утицај
BYTE је изјавио 1983. године, "[Књига програмског језика C] је дефинитиван рад на језику C. Не читајте ништа даље док имате ову књигу!" Често се наводи као модел за техничко писање, због јасне презентације књиге и концизног третмана. На само 228 страница (272 странице у другом издању), књига покрива С свеобухватно. Примери се углавном састоје од типа комплетних програма и особа ће вероватно наићи у свакодневној употреби језика, са нагласком на системско програмирање. Технички детаљи језика С су уравнотежени запажањима аутора о доброј пракси програмирања, који су одмах илустровани конкретним, реалним примерима.
Покушали смо да задржимо краткотрајност првог издања. С није велики језик, и није био добро служен помоћу велике књиге.  Унапредили смо изложбу критичних карактеристика, као што су показивачи, који су централни за С програмирање. Уредили смо оригиналне примере, и додали нове примере у неколико поглавља.  На пример, третман компликованих декларација је увећан програмима који претварају изјаве у речи и обрнуто. Као и до сада, сви примери су тестирани директно из текста, који је у машинском читљивом облику.— предговор другом издању
Можда најпознатији пример програма из књиге јесте његов програм „Hello, world“, који само исписује текст „Hello, world“ на терминалу, као илустрацију минималног рада С програма. Бројни текстови од тада су пратили ту конвенцију за увођење програмског језика.
Пре појаве ANSI C, прво издање текста служило је као де факто стандард језика за писце С компајлера. Са стандардизацијом ANSI C, аутори су више свесно усмерили друго издање ка програмерима него ка писцима компајлера; у сопственим речима аутора:
Додатак A, мануелна референца, није стандардан, већ је наш покушај да пренесемо основе стандарда у мањем простору.  Намењен је за лако разумевање од стране програмера, али не као дефиниција за писце компајлера -та улога правилно припада самом стандарду.  Додатак B је преглед објеката стандардне библиотеке.  То је превише намењено за референцу од стране програмера, не имплементера. Додатак С је сажет преглед промена оригиналне верзије.— предговор другом издању
Утицај програмског језика С на програмере, од којих је прва генерација радила са С на универзитетима и у индустрији, довела је многе да прихвате стил и конвенције као препоручену праксу аутора програмирања, ако не и нормативну праксу. На пример, кодирање и форматирање стила програма представљених у оба издања књиге се често назива "К & Р стил" или "Стил увлачења", а значајно, постао је стил кодирања који се користи конвенцијоно у изворном коду за Јуникс и језгро Линукса.